# Гомес, Диана
Диана Гомес Райх (исп. Diana Gómez; род. 7 марта 1989) — испанская актриса. Известна благодаря роли Татьяны в криминальном драматическом сериале «Бумажный дом». Она также известна своей главной ролью в сериале «Валерия».

## Биография
Диана родилась 7 марта 1989 года в Игуаладе, Каталония. Увлекается танцами, чечеткой и джазовой музыкой, имеет опыт работы в театре, её дебют в кино состоялся в 2006 году в роли актрисы второго плана в фильме Мануэля Уэрги «Сальвадор», дебют на телевидении состоялся годом позже, когда Диана сыграла Джулию в историческом драматическом сериале «La via Augusta», трансляция которого состоялась на телеканале TV3. Она также снялась в заметной роли в теленовелле «Тайна старого моста», трансляция которого проходила на канале Antena 3, сыграла в культовом испанском сериале от Netflix «Бумажный дом».

## Фильмография
| Год           | Заголовок                      | Роль           | заметки              |
| ------------- | ------------------------------ | -------------- | -------------------- |
| 2007 г.       | La Via Augusta                 | Джулия         |                      |
| 2007 г.       | Atlas de geografía humana      |                | телефильмы           |
| 2012-2013 гг. | Тайна старого моста            | Пиа Толедано   | 148 серий            |
| 2014-2017 гг. | El crac                        | Карла Казанова |                      |
| 2015          | Приключения капитана Алатристе | Инфанта Ана    |                      |
| 2017          | Я знаю, кто ты                 | Моника         | вспомогательная роль |
| 2018          | Частная жизнь                  | Мария Луиза    | мини-сериал          |
| 2018          | Завтрашний день                | Нита           |                      |
| 2019          | 45 оборотов                    | Клара Агирре   |                      |
| 2019-2020 гг. | Бумажный дом                   | Татьяна        |                      |
| 2020–2023     | Валерия                        | Валерия        | Главная роль         |